# Slapy (Tábori járás)
Slapy település Csehországban, a Tábori járásban. Slapy Libějice, Tábor, Dražičky, Dražice és Malšice településekkel határos. Lakosainak száma 521 fő (2024. január 1.).

## Népesség
A település lakosságának változását az alábbi diagram mutatja:
| Lakosok száma | 344  | 359  | 315  | 238  | 390  | 421  | 466  | 488  | 514  | 521  |
|               | 1869 | 1890 | 1921 | 1950 | 1980 | 2001 | 2017 | 2019 | 2022 | 2024 |